# Каллен, Мэтт
Мэ́ттью Дэ́вид (Мэтт) Ка́ллен (англ. Matthew David "Matt" Cullen; 2 ноября 1976, Верджиния, Миннесота, США) — бывший американский хоккеист, центральный нападающий. Трёхкратный обладатель Кубка Стэнли в составе клуба «Каролина Харрикейнз» в 2006 году и клуба «Питтсбург Пингвинз» в 2016 и 2017 годах.

## Профессиональная карьера
На драфте НХЛ 1996 года Каллен был выбран во втором раунде под общим 35-м номером командой «Майти Дакс оф Анахайм». Первый матч в НХЛ за «Майти Дакс» он провёл в сезоне 1997/98.
30 января 2003 года он был обменян во «Флорида Пантерз». В дальнейшем Каллен выступал за «Каролина Харрикейнз», «Нью-Йорк Рейнджерс», «Оттава Сенаторз», «Миннесота Уайлд» и «Нэшвилл Предаторз».
6 августа 2015 года Каллен подписал контракт на один год с «Питтсбург Пингвинз», который затем продлил ещё на год. В составе «Питтсбурга» выиграл два Кубка Стэнли подряд. После двух победных сезонов перешёл в «Миннесоту Уайлд», сказав: «Миннесота - мой дом и уникальное место».
В составе «Харрикейнз» Каллен по два раза достигал отметки в 49 набранных очков и 20 забитых голов в регулярном чемпионате.
Входит в топ-20 игроков в истории НХЛ по количеству сыгранных матчей в регулярных сезонах, среди американцев уступает только Крису Челиосу.
10 июля 2019 года объявил о завершении игровой карьеры.

## Статистика
| Легенда | Легенда                    | Легенда | Легенда                   | Легенда | Легенда    |
| ------- | -------------------------- | ------- | ------------------------- | ------- | ---------- |
| И       | Количество проведённых игр | Штр     | Штрафное время            | +/−     | Плюс-минус |
| Г       | Голы                       | П       | Голевые передачи          | О       | Очки       |
| -       | Статистика неизвестна      | —       | Статистика не учитывалась |         |            |

## Достижения
| Год  | Команда             | Достижение                  | Достижение |
| ---- | ------------------- | --------------------------- | ---------- |
| 2006 | Каролина Харрикейнз | Обладатель Кубка Стэнли (3) |            |
| 2016 | Питтсбург Пингвинз  | Обладатель Кубка Стэнли (3) |            |
| 2017 | Питтсбург Пингвинз  | Обладатель Кубка Стэнли (3) |            |

| Год  | Команда | Достижение                       | Достижение |
| ---- | ------- | -------------------------------- | ---------- |
| 2004 | США     | Бронзовый призёр чемпионата мира |            |

| Год  | Команда                | Достижение                                  | Достижение |
| ---- | ---------------------- | ------------------------------------------- | ---------- |
| 1996 | Сент-Клод Стэйт Хаскис | Попадание в Сборную молодых звёзд NCAA      |            |
| 1997 | Сент-Клод Стэйт Хаскис | Попадание во вторую Сборную всех звёзд NCAA |            |

| Год  | Команда | Достижение               | Достижение |
| ---- | ------- | ------------------------ | ---------- |
| 2005 | Кортина | Лучший ассистент Серии A |            |
| 2005 | Кортина | Лучший бомбардир Серии A |            |